# Peter zur Mühlen
Peter zur Mühlen (* 25. August 1945) ist ein deutscher Unternehmer der Fleischindustrie und namensgebender Gründer des Konzerns Zur-Mühlen-Gruppe.
Er ist öffentlich wenig bekannt, es gebe „kaum Fotos, keine Interviews und nur spärliche Informationen über seinen beruflichen Werdegang,“ berichtete etwa die Wirtschaftswoche.

## Unternehmertum
Seine Karriere begann er 1968 als Werbeleiter bei der Meica-Fleischwarenfabrik in Edewecht. Ab 1970 war er als Assistent der Geschäftsleitung der Tetra-Werke in Melle tätig. 1971 stieg er schließlich als Marketing-Leiter beim Wursthersteller Stockmeyer in Sassenberg im Münsterland ein, für den er 10 von insgesamt 20 Jahren im Vorstand tätig war.
1991 erwarb er 10 Prozent des Joghurtherstellers Onken in Moers am Niederrhein und arbeitete dort bis zum überraschenden Ende 1998. Noch im gleichen Jahr erwarb er mit Anfang 50 den Wursthersteller Böklunder bei Flensburg und erweiterte diesen nach der Jahrtausendwende in wenigen Jahren zu einem Großkonzern, indem er angeschlagene oder gar insolvente Unternehmen kaufte, sanierte und mithilfe seiner Großkunden im Lebensmittelhandel schnell zu Umsätzen verhalf.
Seit dem Verkauf des kompletten Konzerns an Clemens Tönnies fungiert er, gemeinsam mit einem weiteren Vorstand, weiterhin als Leiter des von ihm gegründeten Unternehmens.

## Vermögen
Das Vermögen von Peter zur Mühlen wurde 2020 auf 350 Millionen Euro geschätzt. Damit zählte Peter zur Mühlen zu den 50 reichsten Deutschen aus der Agrarbranche und belegte Rang 630 der reichsten Deutschen.